# Прикордонне (Рівненський район)
Прикордо́нне — село в Україні, в Острозькій міській громаді Рівненського району Рівненської області. Населення становить 84 особи.

## Географія
Село Прикордонне знаходиться на відстані 7 км від центру громади, примикає до володінь Хмельницької області.. Площа населеного пункту становить 3980 га. Основною структурно-планувальною одиницею населеного пункту є вулиця з односторонньою забудовою. Рельєф рівний.

На 01.01.2016 р. нараховується 49 дворів, 99 мешканців.

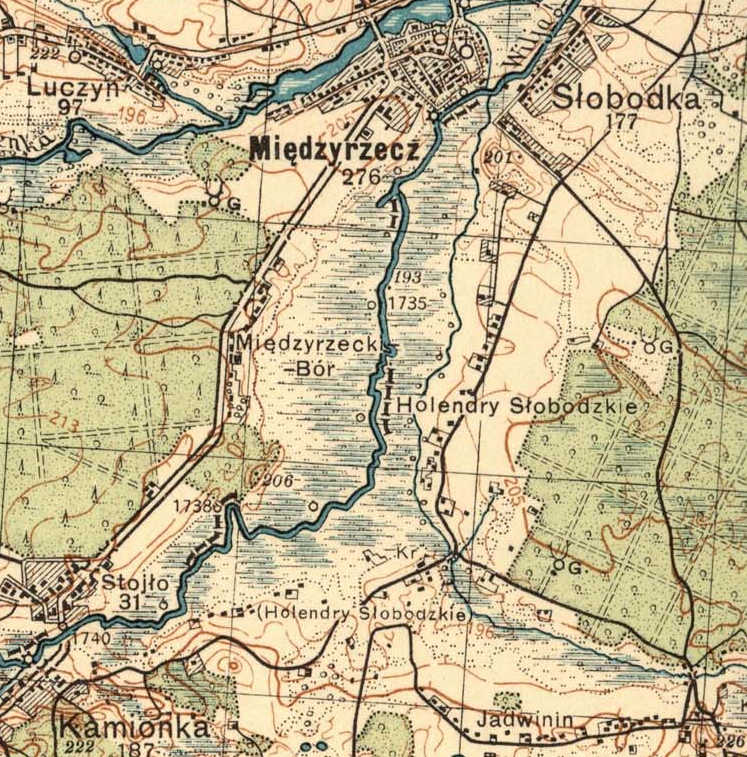
Голендри Слобідські на карті 1926 року

## Історія
Найдавніше минуле Прикордонного документується з 1918 року, коли тут була встановлена Радянська влада. Після підписання мирної угоди («Ризький мир») між РРФСР і УСРР, з одного боку, та Польщею — з другого, село називалось Голендри Слобідські; відійшло до Заславського повіту УСРР. 7 березня 1923 року замість повітів і волостей був запроваджений поділ губерній на округи та райони і село ввійшло до складу Плужнянського району, Шепетівської округи. Після Другої світової війни село передане до Рівненської області.
На карті 1825 року нинішня територія Прикордонного іменується Карс-Віли, а дещо пізніше – Карс-Бари, де є спільне загадкове “Карс”, що можна сприйняти як ім’я чи прізвище людини: засновника, фундатора або власника маєтності, оселі. Воно з ймовірного німецького “Карль” у значенні “тямущий чоловік”. Точної дати заснування Карс-Віли невідомо. Ймовірно, невеличке поселення німців, тут виникло після наполеонівської війни  1812 –1815 років.
Поселення не обкладалось податками, що дало змогу економічного зросту села. У 1872 році в селищі проживало до 50-ти сімей німецьких переселенців, які продовжували прибувати із Польщі, цьому сприяла економічна політика царської Росії. У селищі була церква, школа, магазин, кузня, шевська майстерня, млин  та олійня. Невеликий струмок протікав через селище та впадав у річку Вілію.
Гарна лісова зона з високих сосен вкривала селище до 6-ти кілометрів. Порядок у лісі підтримувався лісничим. Луки та сінокоси розташовувались біля річок. Пасовища були огорожені.
Отож назва Прикордонне, як і свідчать старожили, є суто адміністративною, основаною на  понятті реального факту: “оселя при кордоні (границі) суміжного Ізяславського (”Заславського”) уїзду Волинської губернії”.

## Інфраструктура
Забудова садибного типу. Культурно-побутові заклади відсутні. Село електрифіковане.  
Переважна більшість населення пенсіонери, але за останні декілька років спостерігається позитивна  динаміка приросту населення пов’язана із народжуваністю дітей.